# クローバーラボ
クローバーラボ株式会社（英: Clover Lab.,inc.）は、大阪府大阪市に本社を置き、パーソナルコンピュータおよびスマートデバイス向けオンラインゲームの開発・運営を主な事業とする日本の企業。

## 概要
2009年7月に兵庫県神戸市中央区にてウェブサービスの受託開発会社として創業した。
2010年12月に初の自社タイトルソーシャルゲームをリリースし、業務の主軸を自社サービス開発へシフトチェンジした。2019年10月にはウェブ事業を関連会社である「ななし株式会社」へ事業譲渡している。

## 沿革
- 2009年（平成21年）
  - 7月 - 兵庫県神戸市中央区にて創業。
- 2010年（平成22年）
  - 8月 - 本社を大阪府大阪市北区中津へ移転
  - 12月 - 初の自社タイトル『勇者と魔王』をリリース
- 2011年（平成23年）
  - 10月 - 本社を地域内で移転
- 2012年（平成24年）
  - 6月 - 業務の主軸を受託開発から自社開発へ
- 2013年（平成25年）
  - 4月 - ウェブサービス「コーディネーターhideki」のインフラ及びシステムの設計・構築を受託
  - 6月 - 初のネイティブアプリ『アルカナの騎士』をリリース
  - 10月 - 本社を同ビル5階から6階に移転（増床のため）
  - 11月 - 『みんなでまおう』リリース
- 2014年（平成26年）
  - 3月 - 『ゆるドラシル』Android版をリリース
  - 4月 - 『ゆるドラシル』iOS版をリリース
  - 6月 - ウェブサービス「スタイリストAnna」のインフラ及びシステムの設計・構築を受託
- 2015年（平成27年）
  - 4月 - 『マゼラニカ クロニクル』リリース
  - 9月 - 企業理念改定及び企業ロゴを一新[1]
- 2016年（平成28年）
  - 2月 - 『ぷちドラシル～ゆるドラ外伝～』リリース
  - 4月 - ウェブサービス「leeap」のインフラおよびシステムの設計・構築を受託[2]
  - 6月 - 『ワンダークラウン』リリース
- 2017年（平成29年）
  - 1月 - 本社を増床
  - 6月 - ブランド腕時計レンタルサービス「KARITOKE」を開始[3]
  - 6月 - オリジナルウェブ小説サイト「夜明けのベルカント」を公開[4]
  - 9月 - 『バルディリア戦記』リリース
  - 11月 - 「KARITOKE」を実店舗展開
- 2018年（平成30年）
  - 2月 - 『魔界ウォーズ』リリース
  - 8月 - 『夜明けのベルカント』リリース
  - 10月 - CtoC間の腕時計貸し出しサービス「KASHITOKE」を開始（同時に実店舗でもサービス開始）
  - 10月 - 『るるたるイデア』リリース
- 2019年（平成31年・令和元年）
  - 8月 - LINE＠を使用したアプリ紹介サービス「Fresh app!」を運用開始[5]
  - 10月 - ウェブ事業を関連会社のななしへ事業譲渡[6][7]
  - 10月 - 『ロストアーカイブ』リリース[8]

## 主要取引先
- Apple
- Google
- Happy Elements
- コロプラ
- アニプレックス

## 開発・運用タイトル
※サービス終了済タイトル含む
| タイトル                        | サービス開始日                                                               | サービス終了日                                                                        | 備考                                                        |
| ------------------------------- | ---------------------------------------------------------------------------- | ------------------------------------------------------------------------------------- | ----------------------------------------------------------- |
| 勇者と魔王                      | mobage：2012年8月12日 mixi：2013年5月9日                                     | mobage：2014年6月18日 mixi：不明（終了済み）                                          |                                                             |
| 勇者と魔王2                     | mobage：2014年4月11日                                                        | mobage：2014年10月29日15時                                                            |                                                             |
| 勇者と魔王＋                    | コロプラ：2013年9月13日                                                      | コロプラ：不明（終了済み）                                                            |                                                             |
| キングダムブレイク              | コロプラ：2012年7月                                                          | コロプラ：サービス提供中                                                              |                                                             |
| 鷹の爪団のアヤマル大作戦        | コロプラ：2011年9月16日                                                      | コロプラ：不明（終了済み）                                                            | ライセンス許諾：ディー・エル・イー                          |
| 鷹の爪団「あなたが世界征服」    | mobage：2012年9月頃                                                          | mobage：2014年12月8日                                                                 | ライセンス許諾：ディー・エル・イー 共同開発：ファンクリック |
| スカイクルセイド                | mobage：不明                                                                 | mobage：2014年12月2日                                                                 | 共同開発：ファンクリック                                    |
| アルカナの騎士                  | iOS：2013年6月26日                                                           | 不明（終了済み）                                                                      |                                                             |
| みんなでまおう                  | iOS：2013年11月13日 Android：2013年11月9日 mobcast：2014年4月22日15時        | 全プラットフォーム：不明（終了済み）                                                  |                                                             |
| ゆるドラシル                    | iOS：2014年4月 Android：2014年3月 Yahoo!ゲーム：不明 AndApp：2017年11月9日   | iOS/Android：サービス提供中 Yahoo!ゲーム：2019年8月15日14時 AndApp：2019年8月15日14時 |                                                             |
| ゆるドラシル＋                  | GREE：不明                                                                   | GREE：サービス提供中                                                                  | 委託運営：ディーエス                                        |
| マゼラニカ クロニクル           | Android：2015年4月17日 iOS：2015年4月21日                                    | 2015年10月5日に大型アップデートに伴い、マゼラニカ クロニクルSにタイトル変更           | 共同開発：ファンクリック                                    |
| マゼラニカ クロニクルS          | 2015年10月5日に大型アップデートに伴い、マゼラニカ クロニクルからタイトル変更 | iOS/Android：2016年6月28日15時                                                        | 共同開発：ファンクリック                                    |
| ねこばたけ                      | iOS/Android：2015年12月17日                                                  | iOS/Android：2019年10月15日                                                           |                                                             |
| ぷちドラシル                    | iOS/Android：2016年2月5日                                                    | iOS/Android：2019年10月15日                                                           |                                                             |
| WANDER CROWN                    | iOS/Android：2016年6月9日14時                                                | iOS/Android：2017年9月29日14時                                                        |                                                             |
| どこまでもクエスト              | iOS/Android：2016年7月26日                                                   | iOS/Android：2019年10月15日                                                           |                                                             |
| 魔物を育てて何が悪い！          | iOS/Android：2016年6月6日                                                    | iOS/Android：2019年10月15日                                                           |                                                             |
| バルディリア戦記                | iOS/Android：2017年9月21日                                                   | iOS/Android：2018年9月25日16時                                                        |                                                             |
| 魔界ウォーズ                    | Android：2018年2月15日 iOS：2018年2月16日                                    | iOS/Android：2022年10月21日                                                           | 共同開発：日本一ソフトウェア                                |
| 夜明けのベルカント              | iOS/Android：2018年8月28日                                                   | iOS/Android：2019年5月29日14時                                                        |                                                             |
| るるたるイデア                  | iOS/Android：2018年10月23日15時                                              | iOS/Android：2019年8月29日15時                                                        |                                                             |
| Fresh app!                      | LINE@：2019年8月13日                                                         | サービス提供中                                                                        |                                                             |
| Lost Archive -ロストアーカイブ- | iOS/Android：2019年10月3日15時                                               | iOS/Android：2023年5月8日                                                             |                                                             |
| インフィニティソウルズ          | iOS/Android：2022年6月30日                                                   | iOS/Android：2022年12月26日                                                           | 配信元：アニプレックス                                      |

## ウェブ事業
2019年10月をもってウェブ事業をななしへ譲渡し、同時にKARITOKE運営メンバーはななしへ転籍となった。
- コーディネーターhideki（運営：KiizanKiizan）
- スタイリストAnna（運営：KiizanKiizan）
- メンズファッションの月額レンタルサービスleeap（運営：KiizanKiizan）
- ブランド腕時計レンタルサービスKARITOKE（運営：ななし）
- オリジナルウェブ小説サイト夜明けのベルカント（運営：クローバーラボ）
- CtoC間の腕時計貸し出しサービスKASHITOKE（運営：ななし）
- リアルイベントから試用販売するマーケットプレイスQOOTOK（運営：Qootok）
- 新作アプリ情報サイトFresh app!（運営：クローバーラボ）

## 主要子会社・関連会社
- Qootok株式会社
- ななし株式会社
- 株式会社KiizanKiizan